# حمله تروریستی سن کانتن فالاویر
حمله تروریستی سن کانتن فالاویر (Saint-Quentin-Fallavier attack) در ۲۶ ژوئن ۲۰۱۵ در سن کانتن فالاویر، در نزدیکی لیون، کشور فرانسه رخ داد، هنگامی‌که یک مسلمان به اسم یاسین صالحی، سر کارفرمای خود به اسم هرو کورنارا را قطع کرد و وانت خود را به داخل سیلندرهای گاز در یک کارخانه گاز در سن کانتن فالاویر در نزدیکی لیون، فرانسه، کوباند که باعث انفجار و زخمی شدن دو نفر دیگر شد. صالحی دستگیر و به جرم قتل و اقدام به قتل مرتبط با تروریسم متهم شد. سه نفر دیگر توسط پلیس مورد بازجویی قرار گرفتند اما بدون هیچ اتهامی آزاد شدند. صالحی در ماه دسامبر در زندان خودکشی کرد.
این حمله همراه با چندین حمله تروریستی اسلام‌گرای دیگر، که به اسم حملات رمضان ۲۰۱۵ نامگذاری شده‌اند، در یک روز روی داد. هرچند هرگونه رابطه بین حوادث مختلف مورد اختلاف است. مقامات فرانسوی معتقدند که صالحی با گروه تروریستی اسلامگرا "دولت اسلامی عراق و سوریه" (داعش) ارتباط دارد. این حمله طی ترس شدید مردم از حملات اسلامگرایان در فرانسه رخ داد، چند ماه پس از حملات ایل دفرانس در ژانویه ۲۰۱۵، از جمله تیراندازی در دفتر شارلی ابدو.

## حمله
در حدود ساعت ۰۹:۳۰ CEST (07:30 UTC) در تاریخ ۲۶ ژوئن ۲۰۱۵، یاسین ضالی، راننده تحویل کالا، به محوطه کارخانه ایر پروداکتز اند کمیکالز در سن کانتن فالاویر نزدیک شهر لیون آمد. او در حال رانندگی با یک ون بود که رئیس مرد ۵۴ ساله خود، هرو کورنارا، درون آن بود. او همان روز کورنارا را فریب داده بود که وارد وانت شود، پس از آن صالحی او را بیهوش کرد و او را خفه کرد. او درست قبل از رسیدن به کارخانه، سر او را قطع کرد. صالحی به‌طور منظم از کارخانه بازدید کرده بود، بنابراین برای کارمندان این سایت شناخته شده بود.
او سر بریده شده کورنارا را بر روی نرده حصار قرار داد و دو بنر پرچم جهادی را در کنار آن کاشت. سر آن پارچه‌ای انداخته بود که روی آن شهادتین نوشته شده بود: «هیچ خدایی نیست جز الله و محمد پیامبر اوست». جسد بدون سر و یک چاقو در نزدیکی زمین پیدا شده‌است. صالحی با انفجار چندین سیلندر گاز تلاش کرد تا کارخانه را منفجر کند و باعث انفجار شود. در این روند دو نفر دیگر زخمی شدند. تصاویر نظارت تصویری نشان داد که مجرم همچنین سعی کرده درب‌های حاوی مواد شیمیایی قابل اشتعال را باز کند تا اینکه دقایقی بعد تحت فشار قرار گیرد. وی هنگام ملاقات فریاد «الله اکبر» را فریاد زد و نیروهای آتش‌نشانی در واکنش به صحنه بر او غلبه کردند. عامل جنایت همچنین از خود در کنار مقتول مقتول عکس گرفته بود و تصویر را از طریق واتس اپ، برای یک مرد فرانسوی که بعداً به داعش پیوست، و برای حداقل یک شخص دیگر ارسال کرده بود.

## مجرم
یاسین صالحی (۲۵ مارس ۱۹۸۰ - ۲۲ دسامبر ۲۰۱۵) به عنوان مهاجم اصلی گزارش شد، گرچه ممکن است او به تنهایی عمل نکرده باشد. پلیس فرانسه در سال ۲۰۰۶ پرونده ای را به دلیل مشکوک بودن ارتباط با یک گروه تندرو سلفی در مورد صالحی باز کرد، اما این پرونده در سال ۲۰۰۸ ادامه نیافت و در سال ۲۰۱۲، وی در یک حمله ضدیهودی به یک نوجوان یهودی سهیم بود. این حمله در قطاری رخ داد که از تولوز به لیون حرکت می‌کرد. در زمان حمله ۲۰۱۵، اعتقاد بر این بود که او در همسر و سه فرزندش در سن پریه، رن زندگی می‌کند.
شش سال قبل از حمله، صالحی یک سال در سوریه و با همسر و فرزندانش بود و ادعا کرد که برای یادگیری زبان عربی در آنجا بوده‌است. در زمان حمله، صالحی همچنین با جهادگر فرانسوی به اسم یونس، که معروف است برای پیوستن به داعش به سوریه سفر کرده بود، در تماس بود. صالحی ادعا کرد که دلیل این حمله صرفاً به انگیزه‌های شخصی بوده‌است و گفت: درگیری با کارفرما که او را اخراج کرده و همچنین اختلاف با همسرش او را به این کار سوق داده‌است. مقامات فرانسه او را با گروه تروریستی داعش مرتبط کرده‌اند.
مادر صالحی مراکشی و پدرش که در هنگام صالحی ۱۶ ساله درگذشت الجزایری بود. صالحی بزرگ شده شهر پونترالیه بود، جایی که او توسط عامر رمیمی زبان عربی یادگرفت و با مسجد ارتباط گرفت. در اواسط دهه ۲۰۰۰، صالحی با فردریک ژان سالوی ملاقات کرد که تا سال ۲۰۰۱ در زندان نزدیک بزانسون خدمت کرده بود. خود صالحی در حالی که در زندان بود به اسلام گرویده بود و در آنجا به «علی بزرگ» معروف شد. صالحی در همان مسجدی در سلطنتی در پونتارلی حضور داشت که در آن جا به دلیل به چالش کشیدن امام مسجد در طول یک خطبه از آنجا اخراج شد. عبدالکریم، یکی از همکاران شرکت حمل و نقل، اظهار داشت که صالحی یک بار از او نظر خود را دربارهٔ داعش پرسیده‌است. پس از شنیدن نظر کریم، صالحی دیگر به غیر از سلام و خداحافظی با او صحبت نمی‌کند.
به گفته وکیل وی، صالحی به دلیل انداختن تجهیزات از پالت توسط کورنارا توبیخ شده بود و به دلایل شخصی به رئیس سابق خود حمله کرده بود.
در ۳۰ ژوئن، صالحی به قتل و اقدام به قتل مرتبط با تروریسم و همچنین تخریب با استفاده از یک ماده منفجره متهم شد.
در ۲۲ دسامبر ۲۰۱۵، صالحی با آویختن خود با ملافه‌های تخت خود در میله‌های سلول خود در زندان فلوری-مروگیس خودکشی کرد

### بازداشت‌های مرتبط
مرد دیگری ساعاتی پس از حمله در خانه اش در سنت کوئنتین-فلاوییر دستگیر شد. اعتقاد بر این بود که وی قبل از حمله در یک تلاش شناسایی مشکوک با ماشین فورد فیوژن در اطراف کارخانه بود. در ۲۶ ژوئن، بدون هیچ اتهامی آزاد شد.
همسر و خواهر صالحی نیز در همان روز دستگیر شدند. آنها دو روز بعد بدون اتهام آزاد شدند. پیش از این، همسرش مصاحبه ای رادیویی انجام داده بود، که در آن او ادعای ارتباط ترور با خانواده را رد کرد.

## قربانی
قربانی سر بریده، هرو کورنارا، مدیر ۵۴ ساله یک شرکت حمل و نقل مستقر در شاسیو بود که حدود ۲۰ مایل با حمله فاصله داشت. وی متأهل و دارای یک پسر بود. او از ماه مارس صالحی را به عنوان راننده کامیون تحویل استخدام کرده بود.

## محصولات ایر
ایرشرکت Air Products یک شرکت شیمیایی ایالات متحده است که در آلن‌تاون، پنسیلوانیا مستقر است. سیفی قاسمی، رئیس و مدیرعامل آن از ژوئیه ۲۰۱۴، یک شیعه مسلمان ایرانی الاصل است. در آوریل ۲۰۱۵ این شرکت قراردادی را برای ساخت، مالکیت و بهره‌برداری از بزرگترین مجتمع گاز صنعتی جهان در جیزان الاقتصادیة، عربستان سعودی به دست آورد. مقامات محصولات ایر گفتند که به عنوان اقدامی پیشگیرانه، امنیت در فعالیت‌های خود در سراسر جهان افزایش می‌دهند. این شرکت دارای تسهیلات در بیش از ۵۰ کشور با اشتغال بیش از ۲۱۰۰۰ نفر است.

## واکنش داخلی
رئیس‌جمهور فرانسه، فرانسوا اولاند، نشست اتحادیه اروپا در بروکسل را ترک کرد تا به فرانسه برگردد. اولاند گفت: «این حمله نشانه‌های یک حمله تروریستی است.» همچنین گزارش شده بود که وزیر کشور فرانسه، برنارد کازنوو نیز در حال سفر به محل حادثه است.

## حملات دیگر اسلام‌گرایان
حمله در سنت کوئنتین-فالاویر یکی از پنج حمله اسلام گرایان بود که در همان روز در سراسر جهان از جمله در تونس، کویت، سومالی و سوریه انجام شد. این حملات سه روز پس از انتشار پیام صوتی ابو محمد عدنانی، رهبر ارشد داعش رخ داد که طرفداران مبارز را ترغیب می‌کرد یک سال پس از اعلام زمان ماه رمضان توسط داعش به حمله بپردازند.